# Sam Leavitt
Pour les articles homonymes, voir Leavitt.
Sam Leavitt est un directeur de la photographie américain (membre de l'ASC), né Samuel E. Leavitt le 6 février 1904 à New York (État de New York), mort le 21 mars 1984 à Los Angeles — Quartier de Woodland Hills (Californie).

## Biographie
De 1934 à 1952, Sam Leavitt est cadreur de dix-sept films américains, dont les films musicaux Escale à Hollywood (1945, avec Kathryn Grayson, Gene Kelly et Frank Sinatra) de George Sidney et Le Pirate (1948, avec Judy Garland et Gene Kelly) de Vincente Minnelli. Sur plusieurs d'entre eux, il assiste le chef opérateur Harry Stradling Sr.
Après une première expérience lui-même comme chef opérateur, sur trois films sortis en 1932, 1934 et 1935, il entame véritablement sa carrière à ce poste en 1952, contribuant alors à cinquante films, le dernier en 1975 (si l'on excepte une ultime contribution en 1978, mais seulement pour des prises de vues additionnelles). En particulier, il travaille à plusieurs reprises aux côtés d'Otto Preminger, notamment sur Exodus (1960, avec Paul Newman et Eva Marie Saint). Parmi les autres réalisateurs avec lesquels il collabore, citons George Cukor (pour la version de 1954 du film musical Une étoile est née, avec Judy Garland et James Mason) et Stanley Kramer (ex. : Devine qui vient dîner... en 1967, avec Spencer Tracy — son dernier film —, Katharine Hepburn, Sidney Poitier et Katharine Houghton).
Sam Leavitt aborde également la télévision, d'abord comme cadreur sur une série en 1951, puis comme directeur de la photographie entre 1956 et 1977. Durant cette dernière période, il participe à dix séries (dont les dix-sept épisodes de Banacek, de 1972 à 1974) et à trois téléfilms.
En 1959, il gagne l'Oscar de la meilleure photographie, pour La Chaîne (1958, avec Tony Curtis et Sidney Poitier) de Stanley Kramer. Il aura encore deux autres nominations (voir la rubrique "Nominations et récompenses" ci-dessous).

## Filmographie partielle

### Comme cadreur
Au cinéma
- 1934 : Gambling de Rowland V. Lee
- 1935 : Gigolette (film, 1935) (en) de Charles Lamont
- 1936 : Frankie and Johnnie de John H. Auer et Chester Erskine
- 1937 : Fifi peau de pêche (Every Day's a Holiday) d'A. Edward Sutherland
- 1944 : Le Bal des sirènes (Bathing Beauty) de George Sidney
- 1945 : Le Portrait de Dorian Gray (The Picture of Dorian Gray) d'Albert Lewin
- 1945 : Escale à Hollywood (Anchors Aweigh) de George Sidney
- 1946 : Féerie à Mexico (Holiday in Mexico) de George Sidney
- 1947 : L'Heure du pardon (The Romance of Rosy Ridge) de Roy Rowland
- 1948 : Parade de printemps (Easter Parade) de Charles Walters
- 1948 : Le Pirate (The Pirate) de Vincente Minnelli
- 1949 : Entrons dans la danse (The Barkleys of Broadway) de Charles Walters
- 1949 : Amour poste restante (In the Good Old Summertime) de Robert Z. Leonard et Buster Keaton
- 1949 : Tension de John Berry
- 1952 : L'Ange des maudits (Rancho Notorious) de Fritz Lang

### Comme directeur de la photographie

#### Au cinéma
- 1934 : Undercover Men de Sam Newfield
- 1935 : Thoroughbred de Sam Newfield
- 1952 : L'Espion (The Thief) de Russell Rouse
- 1953 : China Venture de Don Siegel
- 1954 : La Caravane du désert (Southwest Passage) de Ray Nazarro
- 1954 : Carmen Jones d'Otto Preminger
- 1954 : Une étoile est née (A Star is born) de George Cukor

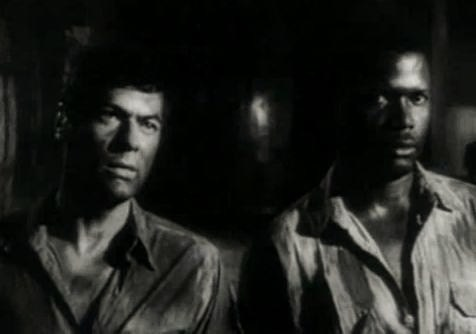
La Chaîne (1958) :
Tony Curtis et Sidney Poitier

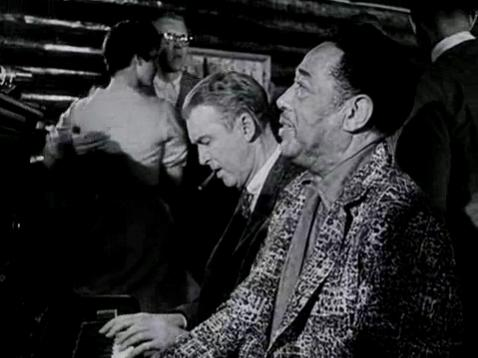
Autopsie d'un meurtre (1959) :
James Stewart et Duke Ellington

- 1955 : L'Homme au bras d'or (The Man with Golden Arm) d'Otto Preminger
- 1955 : An Annapolis Story de Don Siegel
- 1955 : Condamné au silence (The Court-Martial of Billy Mitchell) d'Otto Preminger
- 1956 : Le Brave et le Téméraire (The Bold and the Brave) de Lewis R. Foster
- 1957 : La Chute des héros (Time Limit) de Karl Malden
- 1957 : Hell Ship Mutiny de Lee Sholem et Elmo Williams
- 1957 : Flamenco (Spanish Affair) de Luis Marquina et Don Siegel (film américano-espagnol)
- 1958 : La Cible parfaite (The Fearmakers) de Jacques Tourneur
- 1958 : La Chaîne (The Defiant Ones) de Stanley Kramer
- 1959 : Autopsie d'un meurtre (Anatomy of a Murder) d'Otto Preminger
- 1959 : La Gloire et la Peur (Pork Chop Hill) de Lewis Milestone
- 1959 : The Crimson Kimono de Samuel Fuller
- 1960 : Les Sept Voleurs (Seven Thieves) d'Henry Hathaway
- 1960 : Exodus d'Otto Preminger
- 1962 : Les Nerfs à vif (Cape Fear) de J. Lee Thompson
- 1962 : Tempête à Washington (Advise and Consent) d'Otto Preminger
- 1963 : Le Seigneur d'Hawaï (Diamond Head) de Guy Green
- 1963 : La Revanche du Sicilien (Johnny Cool) de William Asher
- 1964 : Shock Treatment de Denis Sanders
- 1965 : Major Dundee de Sam Peckinpah
- 1965 : Dr. Goldfoot and the Bikini Machine de Norman Taurog
- 1965 : Une guillotine pour deux (en) (Two on a Guillotine) de William Conrad
- 1966 : Sursis pour une nuit (An American Dream) de Robert Gist
- 1966 : Bien joué Matt Helm (Murderers' Row) d'Henry Levin
- 1967 : Devine qui vient dîner... (Guess who's coming to dinner) de Stanley Kramer
- 1968 : Matt Helm règle son comte (The Wreckling Crew) de Phil Karlson
- 1969 : La Haine des desperados (The Desperados) d'Henry Levin
- 1969 : L'Amoureuse (The Grasshopper) de Jerry Paris
- 1975 : The Man in the Glass Booth d'Arthur Hiller
- 1978 : Le Commando des tigres noirs (Good Guys Wear Black) de Ted Post (photographie additionnelle seulement)

#### À la télévision

##### Séries
- 1966 : Batman, Saison 1, épisode 1 Le Prince des énigmes (Hi Diddle Riddle) de Robert Butler et épisode 2 Le Mammouth de Troie (Smack in the Middle) de Robert Butler
- 1966 : Voyage au fond des mers (Voyage to the Bottom of the Sea), Saison 2, épisode 14 Pris au piège (The Monster's Web) de Jus Addiss
- 1972-1974 : Banacek, intégrale de la série (dix-sept épisodes, en deux saisons)
- 1977 : Le Voyage extraordinaire (The Fantastic Journey), Saison unique, épisode 1 Vortex d'Andrew V. McLaglen

##### Téléfilms
- 1972 : L'Enterrée vive (The Screaming Woman) de Jack Smight
- 1972 : Evil Roy Slade de Jerry Paris
- 1972 : The Longest Night (en) de Jack Smight

## Distinctions (sélection)
- Oscar de la meilleure photographie :
  - En 1959, catégorie noir et blanc, pour La Chaîne (gagné) ;
  - En 1960, catégorie noir et blanc, pour Autopsie d'un meurtre (nomination) ;
  - Et en 1961, catégorie couleur, pour Exodus (nomination).